# Тріада тріад

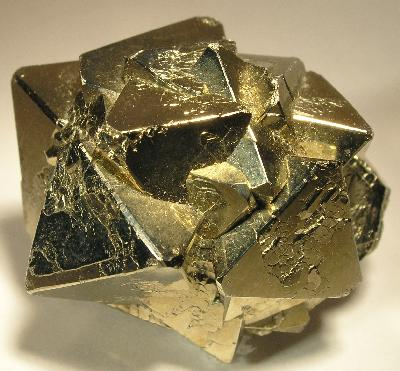
.

Тріада тріад (пол. триада триад, англ. triad of triads) – комплексні двійники, в яких три взаємно перпендикулярні осі зв’язують одну з одною три або чотири тріади. (Варданянц, 1950).